# Lazzaretto di Verona
Il lazzaretto di Verona è un lazzaretto edificato nella seconda metà del Cinquecento in località Porto San Pancrazio. Fu utilizzato per ricoverare i malati contagiosi in località isolata e agevolmente raggiungibile da Verona attraverso il fiume Adige; gli appestati, infatti, venivano imbarcati in città presso il porto di ponte Navi. La struttura fu poi adibita a ospedale militare alla fine del Settecento e, dall'Ottocento fino alla seconda guerra mondiale, in deposito per le munizioni, la cui esplosione nel maggio del 1945 provocò la morte di trenta persone e la distruzione della struttura, di cui resta in discrete condizioni solo il tempietto centrale.

## Storia
La deliberazione dell'edificazione del lazzaretto di Verona da parte del Consiglio cittadino avvenne addirittura una decina di anni prima rispetto alla posa della prima pietra, nel 1539, quando l'incarico di erigere una struttura in cui isolare i malati contagiosi fu affidato al priore dell'ospedale dei Santi Giacomo e Lazzaro alla Tomba, che avrebbe dovuto sostenere la spesa, e a tre illustri cittadini: Raimondo della Torre, Giovanni Bevilacqua e Gerardo Pellegrini. I quattro avrebbero dovuto presentare un progetto entro tre mesi, ma la procedura si trascinò per otto anni. Nel 1547, il Consiglio approvò finalmente il progetto, che prevedeva la costruzione dell'edificio a Porto San Pancrazio, in una posizione vicina all'Adige e allo stesso tempo a distanza di sicurezza dalla città. Una volta ottenuta l'approvazione da Venezia, i lavori poterono iniziare nel gennaio del 1549.

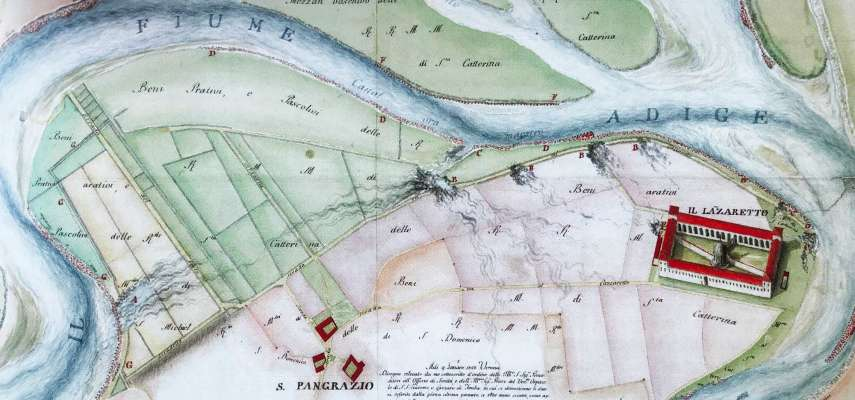
L'ansa dell'Adige con evidenziato il lazzaretto nel 1758 (oltre alle diverse rotte prodotte dal fiume durante un'alluvione)

La paternità del progetto del sanatorio non è attribuibile con certezza assoluta, nonostante le sue dimensioni e la sua rilevanza, tuttavia la maggior parte degli studiosi, tra cui il contemporaneo Giorgio Vasari, convengono che il progetto fu inizialmente affidato a Michele Sanmicheli, che disegnò una struttura monumentale successivamente ridimensionata da Giangiacomo Sanguinetto, revisore dei conti dell'ospedale dei Santi Giacomo e Lazzaro. Vi sono tuttavia studiosi, come Giulio Sancassani, che attribuiscono l'intera paternità del lazzaretto a Sanguinetto per via della mancanza di prove nei documenti relativi alla costruzione del lazzaretto che attestino il coinvolgimento del più noto Sanmicheli. La matrice sanmicheliana è evidente nell'aspetto complessivo della corte, che ricorda le costruzioni militari di cui l'architetto veronese era grande esperto, e soprattutto nel tempietto centrale, ispirato dallo stile bramantesco di cui Sanmicheli era profondo conoscitore e sostenitore.
Il tempietto centrale, di evidente matrice sanmicheliana, fu costruito dai lapidici Angelo Rossi e Filippo Gabrieli a partire dal 1602. La costruzione dell'intero lazzaretto fu nel complesso molto lenta e a tratti interrotta, tanto che fu completato solo nel 1628, appena in tempo per la grande peste del 1630, che eliminò due terzi degli abitanti della città. In quell'occasione le autorità cercarono di arginare l'epidemia confinando i malati nella struttura, raggiungibile a piedi o via fiume: all'apice dell'epidemia, nel luglio del 1630, nel lazzaretto si trovavano contemporaneamente più di cinquemila appestati.
Quella del 1630 fu l'ultima grave epidemia di peste, per cui successivamente la struttura fu sottoutilizzata rispetto alla sua capacità. Di conseguenza non fu più nemmeno oggetto di lavori di particolare importanza se non nel 1742, quando vennero consolidate le fondazioni. Sul finire del Settecento venne così mutata la sua destinazione d'uso: il complesso passò nelle mani delle autorità militari e fu trasformato in deposito di esplosivi, utilizzo che mantenne fino alla fine della seconda guerra mondiale.
Purtroppo nell'aprile del 1945 una deflagrazione distrusse la parte orientale dell'edificio: i nazisti, prima di fuggire dalla città, decisero di minare i depositi di munizioni, anche se nella fretta non riuscirono a farli saltare in aria; l'opera fu però portata a compimento da soldati fascisti. La distruzione definitiva della struttura si ebbe però il 20 maggio 1945, a guerra ormai conclusa. Numerose persone, infatti, in quei giorni si accalcavano nel vecchio ospedale nel tentativo di recuperare del materiale bellico da rivendere, quando vi fu un'improvvisa esplosione che rovinò la parte occidentale della struttura e uccise almeno trenta persone, tra cui bambini, donne e anziani.
Nel 1960, in occasione delle "Celebrazioni sanmicheliane", il tempietto centrale fu oggetto di un intervento di restauro per anastilosi, grazie all'impegno del soprintendente Piero Gazzola. I lavori previdero l'identificazione e classificazione dei blocchi marmorei originali, il consolidamento della platea di fondazione per il ricollocamento dei blocchi e quindi la ricostruzione della struttura fino all'imposta della cupola, compreso il tamburo in muratura e la cornice in pietra terminale. In alcuni punti furono tuttavia impiegati anche materiali nuovi, non distinguibili da quelli originali, e cemento.
Altri interventi di conservazione furono realizzati dalla Soprintendenza di Verona nel 1983 e soprattutto dal 1988, quando furono eseguite delle indagini sul terreno per individuare i residuati bellici e bonificare l'area, cui seguirono limitate liberazioni e restauri dei resti murari, con un secondo lotto di lavori terminato nel 1990. Ulteriori interventi vi furono tra il 1990 e il 1995, soprattutto sul tempietto che stava subendo danni a causa di infiltrazioni d'acqua dalla copertura.. Infine nel 2014 il complesso monumentale, inserito nel contesto naturalistico del Parco dell'Adige Sud, è stato concesso in uso al FAI - Fondo per l'Ambiente italiano.

## Descrizione

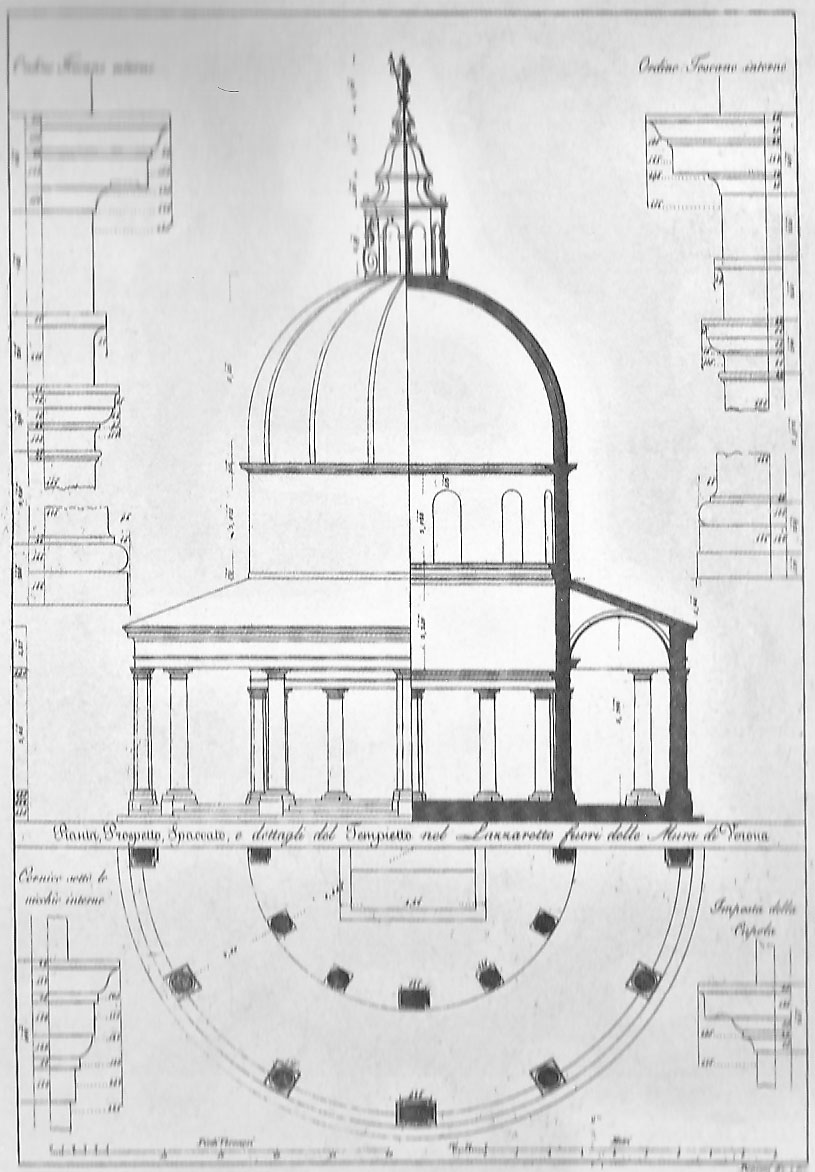
Prospetto e sezione del tempietto centrale, disegnato da Francesco Ronzani

Il complesso era costituito da un grande cortile circondato sui quattro lati da portici su cui si affacciavano 152 stanze, al centro del quale è ubicato il tempietto circolare. Dei quattro lati due erano di dimensioni maggiori, contando 51 arcate, e due di dimensioni minori, con 24 arcate. Nel cortile si aprivano quattro porte, una per lato, con la porta principale che si trovava sul lato minore, verso ovest.
Il piano terra era leggermente rialzato per proteggere le stanze dall'umidità e dalle possibili esondazioni del fiume e ogni cella era dotata di camino e servizi igienici. Cucine e servizi comuni si trovavano invece nelle quattro torri d'angolo: queste contenevano stanze di dimensioni maggiori ed erano dotate di un piano superiore raggiungibile con scale dedicate. Sul lato della porta principale si trovava un ulteriore livello contenente dieci stanze a servizio del magistrato, raggiungibili da due scale. Mentre i prospetti interni erano quindi caratterizzati dal loggiato continuo, quelli esterni erano decisamente austeri essendo privi di elementi architettonici di rilievo, ritmato solamente dalle presenza di semplici finestre, piccole e prive di elementi decorativi, dei camini e dai portali d'accesso bugnati.

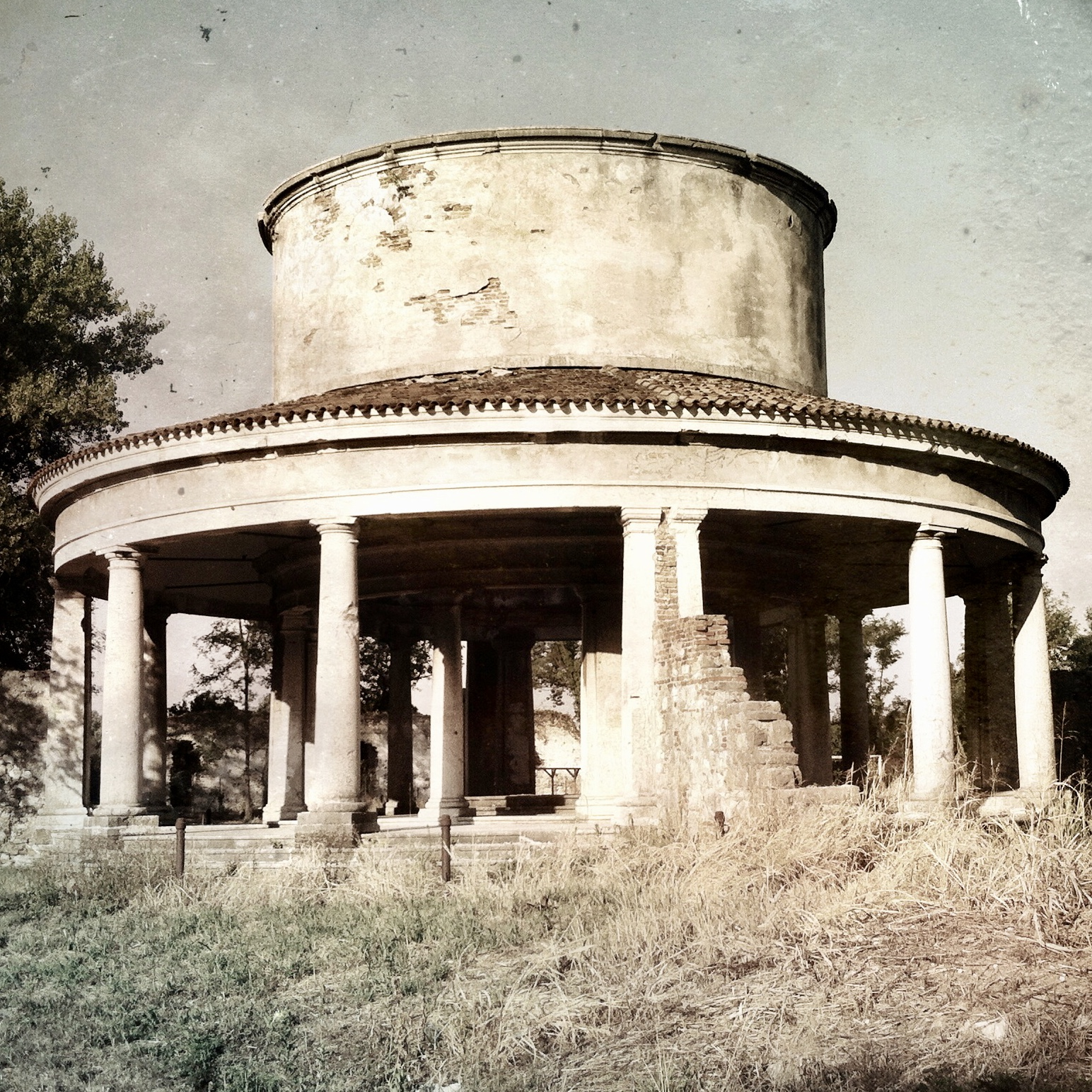
Immagine di dettaglio del tempietto centrale dopo il restauro del 1960

Il cortile era diviso in quattro parti uguali da muretti, per dividere i malati a seconda delle loro diverse condizioni. Ogni angolo del cortile aveva un pozzo e due ulteriori pozzi si trovavano tra i muretti che dividevano il lato maggiore.
Al centro del cortile si trova il tempietto rotondo superstite, che si innalza su uno crepidoma composto da tre gradini. Il tempietto è circondato da un doppio giro di otto colonne di marmo intervallate da quattro pilastri a sezione quadrata (cui si appoggiavano i muretti di divisione), di ordine tuscanico e altezze diverse. Le colonne interne sostengono il timpano e la cupola del tempietto, mentre le colonne esterne il portico con tetto a spiovente. La cupola e il cupolino sommitale erano coperti di piombo e sormontati dalla statua dedicata a San Rocco, il protettore degli appestati. Inoltre al centro del tempietto si trovava un altare a quattro facce, in modo che fosse visibile da tutte le stanze.